# Ronnbergia brasiliensis
Ronnbergia brasiliensis là một loài thực vật có hoa trong họ Bromeliaceae. Loài này được E.Pereira & I.A.Penna miêu tả khoa học đầu tiên năm 1985.